# ذوالفقار (موشک)

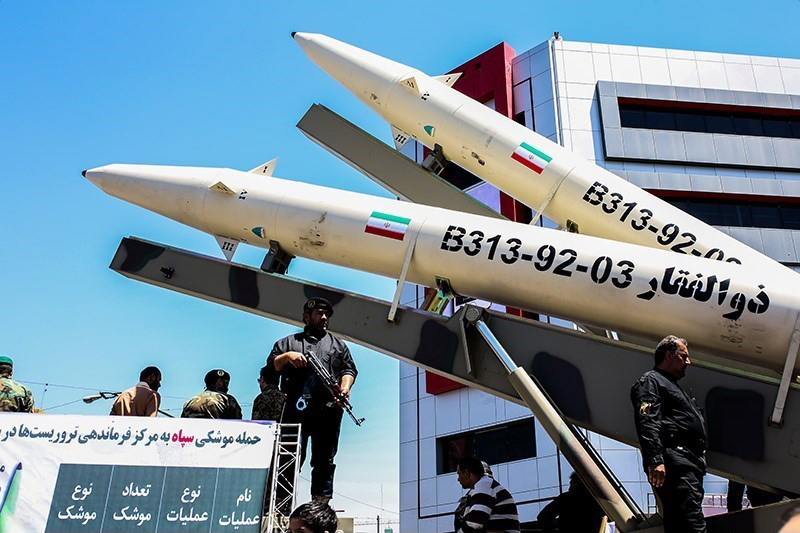
موشک بالستیک ذوالفقار

موشک بالستیک ذوالفقار یک موشک کوتاه برد بالستیک زمین به زمین با سوخت جامد، تاکتیکی و نقطه زن، دارای قابلیت ضد جمینگ است، یعنی با استفاده از سیگنال‌های الکترونیکی از مسیر خود منحرف نمی‌شود. این موشک برای نخستین بار در رزمایش‌ پیامبر اعظم در بندرعباس رونمایی شده بود.
از جمله ویژگی‌های برجسته این موشک می‌توان به سکوی پرتاب متحرک، رادارگریزی، قابلیت نقطه‌زنی و سبک بودن آن اشاره کرد که با حالت پرتاب مایل، اهداف خود را تا فاصله ۷۰۰ کیلومتری منهدم می‌سازد. این موشک مجهز به کلاهک ۵۰۰ کیلوگرمی معرفی شد. این موشک جایگزین موشک قیام شده‌است.

## ویژگی‌ها
بنظر موشک ذوالفقار، نسخه ارتقا یافته موشک فاتح ۱۱۰ نسل چهارم که طول و قطر و برد و وزن سرجنگی آن افزایش یافته‌است. از مقایسه طول موشک‌های فاتح-۱۱۰ با ذوالفقار بر روی سکوی آزمایش و دقت به محل قرارگیری بالک‌های هدایت موشک نسبت به سکوی پرتاب، می‌توان به افزایش طول موشک جدید در ناحیه پیشران و قبل از بلوک هدایت و کنترل نیز اطمینان حاصل کرد. به علاوه تفاوتی نیز در چیدمان اجزای هدایتی در راستای طولی موشک دیده می‌شود. در واقع در موشک ذوالفقار، بالک‌های کنترلی به بخش عقب بلوک هدایت و کنترل و ناوبری منتقل شده‌اند. همچنین بالک‌های این موشک تفاوت جزئی نیز در طراحی خود با بالک‌های موشک‌های فاتح دارند به‌طور ی که ناحیه نوک بالک بریده شده و طرح ذوزنقه ای را به جای طرح مثلثی ایجاد نموده‌است.
شکل دماغه موشک ذوالفقار نیز از حالت نوک تیز موشک‌های قبلی فاتح به حالت منحنی تغییر یافته‌است. همین رویه در ناحیه بالک کنترلی موشک ذوالفقار نیز دیده می‌شود که در مقایسه با فاتح-۱۱۰، ناحیه لبه حمله (لبه جلویی بالک) به صورت مدور در ذوالفقار نسبت به تیز و گوه ای در فاتح-۱۱۰ درآمده است. نکته دیگر اینکه بالک‌های پایدارساز موشک ذوالفقار در عقب بدنه دارای لبه‌های تیز هستند که نشان می‌دهد این بخش از موشک قرار نیست تا انتها، بخش جلویی یا سرجنگی را همراهی کند.
قابلیت متفاوت موشک ذوالفقار نسبت به سایر سامانه‌های برد کوتاه تا متوسط، امکان جداشدن سرجنگی این موشک است. در واقع ذوالفقار از این نظر مشابه موشک‌های بالیستیک برد متوسط و بلند عمل می‌کند. این امر ضمن کاستن از اثرات منفی اتصال بدنه به سرجنگی در فاز نهایی حمله بر روی برد موشک، سبب کاهش امکان ردیابی و کاهش احتمال اصابت موشک‌های پدافندی دشمن به سرجنگی ذوالفقار می‌شود.
سرعت موشک ذوالفقار نیز از نسل‌های قبلی فاتح-۱۱۰ که ۱٫۵ کیلومتر بر ثانیه (نزدیک ۵ برابر سرعت صوت) سرعت داشتند بیشتر شده‌است که البته برای گرفتن فرصت واکنش از دشمن و طی مسیر طولانی‌تر برد موشک ذوالفقار در زمان مناسب و نه خیلی بیشتر از فاتح-۱۱۰ امری مهم است.
در کنار ویژگی نقطه‌زنی و سامانه هدایت لَختی‌پایه و ماهواره‌ای که در برابر هر گونه جنگ الکترونیک مقاوم است توانایی موشکی نیروهای مسلح را در برابر هرگونه تهدید منطقه‌ای بسیار افزایش می‌دهد. ذوالفقار به دلیل ابعاد کوچکش می‌تواند بروی پرتابگرهای دو فروندی هم قرار گیرد و این یعنی یک سامانه موشکی چالاک که در زمان بسیار کمی آمده شلیک می‌شود.

## عملیات

### حمله موشکی ۲۰۱۷ دیرالزور
نیروی هوافضای سپاه پاسداران در آخرین دقایق روز یک‌شنبه ۲۸ خرداد ۹۶ و همزمان با آخرین شب قدرماه رمضان با نام عملیاتی «لیلةالقدر» به وسیلهٔ ۶ فروند موشک ذوالفقار از پایگاه‌های موشکی نیروی هوافضای سپاه در استان‌های کرمانشاه و کردستان مواضع داعش (مقرّ فرماندهی و مراکز تجمع و پشتیبانی) در منطقه دیرالزور سوریه (فاصله حدود ۶۵۰ کیلومتر) را مورد اصابت قرار داد.

### حمله موشکی ۲۰۱۸ به شرق فرات
طی این عملیات که با نام «ضربت محرم» و با رمز «یا حسین» انجام شد، تعداد ۶ فروند موشک از پایگاه‌های موشکی نیروی هوافضای سپاه در غرب کشور شلیک و به گزارش خبرگزاری‌های داخلی مواضع داعش را از فاصله ۵۷۰ کیلومتری هدف ضربات مهلک و مرگبار قرار دادند که ۴ مورد از این موشکها، موشک بالستیک میان برد ذوالفقار بوده‌است.

### حمله موشکی 2025 به فروگاه بن گوریون
در مه 2025 نیروهای مسلح یمن در دفاع از فلسطین، با چند موشک بالستیک ذوالفقار فرودگاه بن‌گوریون در اسرائیل را مورد حمله قرار دادند.